# Печери Тернопільської області
Пече́ри Терно́пільської о́бласті — підземні порожнини, що виробила вода у легкорозчинних гірських породах на території області.
Найпоширеніші у гіпсах верхнього тортону. Від 1960 року відкрито кілька десятків печер, значна кількість — у Борщівському районі (див. також Печери Борщівського району). Відомі також у вапняках верхнього тортону та пісковиках оолітових і рифових вапняках нижнього сармату, неогенових гіпсах (див. «Млинки» та інші).
Печери в гіпсах вражають не тільки великими розмірами, а й особливостями будови, внутрішньою красою, багатством кристалічних утворень. Кожна печера має особливості, але є ряд спільних ознак, властивих усім гіпсовим печерам Поділля. У них переважають вузькі щілинні ходи, поєднані з вертикальними тектонічними тріщинами двох основних напрямків: північно-західного, паралельного до Карпат, і північно-східного, перпендикулярного до них.
У місцях згущення та перетину тектонічних тріщин різних напрямків утворюються різноманітної форми порожнини — зали, окремі з них площею понад 1000 м. Нерідко трапляються високі трубоподібні утвори — комини, які ніби просвердлюють товщу гіпсів над ходами й залами і верхнім кінцем сягають підошви шару гемогенних ратинських вапняків. Діаметр труб 1,6—2 м, до верху вони звужуються. Стінки ходів і залів печер здебільшого покриті водяно-прозорими, сніжно-білими, жовто-бурими та сірими кристалами вторинного гіпсу завдовжки від 2—3 мм до 10 см.
На півночі області у Кременецьких горах є невеликі печери в піскуватих оолітових вапняках сарматського ярусу неогенової системи. Товщина верств вапняків, що карстуються, не перевищує 8—10 м. На схилах долин і балок, де ці породи виходять на поверхню, спостерігаються обривисті карнизи, ущелини і балки.
Форма печер переважно овальна, видовжена. Розміри залів сягають 30 м у діаметрі при висоті 1,5—2 м, рідше 3—3,5 м. Стелі зазвичай склепінчастоподібні або плоскі, інколи з ледве помітним нахилом до краю уступу або схилу балки. Найбільші з печер цього типу (Студентська — 240 м і Піщанка — 166 м) виявлені в урочищі «Дівочі Скелі» поблизу міста Кременець.
У деяких печерах у Кременецьких горах виявлені й описані великі скупчення костей плейстоценових і ранньоголоцених тварин (печерного та бурого ведмедів, песця, північного оленя, лемінга й інших). У зв'язку з цим вони мають значну наукову цінність і потребують вивчення.
У Тернопільській області відомі й невеликі вертикальні печери у неогенових вапняках («Перлина», «Опільська» — виявлені 2002 поблизу села Гутисько Бережанського району; глибина — понад 30 м, має невеликі бокові відгалуження, сформовані у верхньотортонських літотамнієвих вапняках).
Усього у вапняках області виявлено понад 30 невеликих печер завдовжки 20—30 м, лише деякі з них сягають 150—240 м.
2007 року спелеологи з Борщівського обласного краєзнавчого музею відкрили печеру «Музейну», що розташована між «Оптимістичною» та «Озерною» печерами.

## Карстологічні дослідження
Перші відомості про карст — 1721 р, коли Г. Жечинський опублікував дані про своє перебування у Кришталевій печері.
1879 — публікація про карст Західного Поділля А. Кіркора.
1890 — Г. Оссовський і князь Л. Сапєга вивчали печеру Вертеба.
1898–1907 — археологічні дослідження тут проводив В. Деметрикевич.
1907 — вийшла книга В.Лозинського про результати вивчення карсту Західного Поділля, яке здійснювали польські дослідники.
1908 — газета «Діло» надрукувала статтю «Про печери в Кривчу» К. Гутковського.
Польський інженер В. Нехай опублікував 1931 р. працю «Гіпсові печери в Кривчому Верхньому на Поділлі», 1933 р. видав «Путівник по печерах в Кривчому».
1938 — український дослідник І. Олексишин випустив у Львові книгу «Карстові явища на Поділлі», в якій описав переважно карстові лійки («вікна»), блюдцеподібні заглибини та поплави.
Від 1947 р. до середини 1970-х карстові дослідження у придністровській частині Поділля здійснював О. Кучерук. Їх результати опублікував у монографіях «Загальна інженерно-геологічна характеристика Поділля» (1974) та «Карст Поділля» (1976).
1961–1963 — карстові явища та об'єкти на Поділлі, в тому числі у межах Тернопільської області, досліджувала комплексна карстова експедиція АН УРСР під керівництвом В. Дублянського. Тоді вперше повністю пройдено печеру Кришталеву.
1961 р. вийшла праця К. Татаринова «Рештки викопних звірів з околиць Борщева». У гіпсовому кар'єрі біля міста він знайшов і описав понад 150 уламків кісток ссавців голоцену. 1962 р. опублікована його ж праця «Печери Поділля, їх фауна і охорона», в якій детально описано печери Угринь, Млинки, Кришталева та інші. У співавторстві із І. Марісовою К. Татаринов видав книжку «Плейстоценові птахи Кривченської печери». 1963 р. цю печеру досліджувала експедиція Львівського відділу Географічного товариства СРСР.
1963 — І. Гуньовський опублікував працю «Фізико-географічна характеристика Кривченської печери».
Генезис печер розглянув Л. Кудрін у праці «До питання про походження карстових печер Поділля». Невелике повідомлення про печери Подністров'я подали Г. Бачинський, Е. Шенгелов, Б. Ельгорт, В. Кунцевич та інші.
1965 — вийшла праця К. Татаринова «Карстові печери Середнього Придністров'я», де вперше систематично описано 5 великих і 6 значних печер району, їх морфологію, клімат. особливості тощо. Тоді ж мікроклімат печер досліджували В. і П. Горбенки та В. Апостолюк. Результати опубліковано у статті «До питань про використання печер Поділля в лікувальних цілях», де наведені дані про курс підзем. кліматотерапії, зокрема для хворих бронх. астмою.
1969 — опублікована робота А. Чикищева «Карст Поділля», в якій автор за фіз.-геогр. ознаками виділив 10 районів у межах Подільського карст. округу.
1972 — О. Ломаєв подав принципи районування карсту в західних областях України, 1979 р. у праці «Геологія карсту Волино-Поділля» описав геол. умови карст. районів.
1980 — В. Дублянський та О. Ломаєв у книзі «Карстові печери України» описали печери Тернопільської обл. (мікроклімат, відклади, археологія, спелеофауна та ін.).
1985 — А. Климчук, С. Аксем, В. Шестопалов і Г. Лисиченко обґрунтували необхідність стаціонар. досліджень гіпс. карсту, в пд. ч. межиріччя Серет-Нічлава була передбачена орг-ція стаціонару.
В «Кадастрі печер Західноукраїнського регіону» (1987 склав В. Андрейчук) у Тернопільській обл. взяті на облік 69 порожнин.
1990 — М. Савчин, Н. Остьянова та інші визначили загальну довжину ходів печери Оптимістична.
У праці В. і Г. Дублянських (1993) подані принципи складання карст. карт, характеристика кожної області та схеми районування карсту в межах України і Молдови.
Значний внесок у картографію печерних лабіринтів області, вивчення їх морфології, відкладів, мікроклімату, спелеофауни тощо зробили члени спелеоклубів Львова, Чернівців, Тернополя, Чорткова та інших міст.
Для вивчення та популяризації печер Тернопільщини багато зробили В. Радзієвський, М. Сохацький та ін.
17 серпня 2015 року Указом Президента України в Бережанському районі утворено природоохоронний об'єкт Печера Опільська.